# Christel Kammerer
Christel Kammerer var en tysk ledelseskonsulent, som opfandt ideen om Flextid, som gjorde det muligt for medarbejdere i vid udstrækning selv at bestemme sine komme- og gå-tidspunkter på deres arbejde så længe de arbejdede det nødvendige antal timer dagligt/ugentligt/månedligt.